# Giovanni Tarcaniota
Giovanni Tarcaniota (in greco Ἰωάννης Ταρχανειώτης?, Iōannēs Tarchaneiōtēs; prima del 1259 – dopo il 1304) era un aristocratico e generale bizantino sotto l'imperatore Andronico II Paleologo (regno 1282-1328). Pur essendo legato per sangue alla dinastia dei Paleologi, si distinse come uno dei principali leader degli "Arseniti", i sostenitori del deposto patriarca di Costantinopoli Arsenio Autoreiano, che contestavano la legittimità della dinastia. Abile militare, fu rilasciato dalla prigione nel 1298 per assumere il comando contro i Turchi in Asia Minore. Le sue riforme amministrative e la sua integrità rafforzarono la posizione bizantina, ma suscitarono le ire dei magnati locali, che lo costrinsero ad abbandonare la provincia.

## Biografia

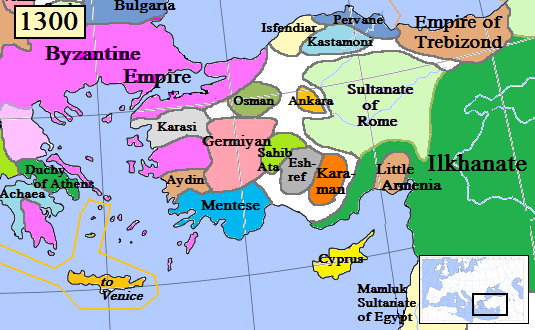
Mappa dell'Asia Minore intorno al 1300, che mostra lo sconfinamento turco nel territorio bizantino all'epoca del governatorato di Tarcaniota

Giovanni Tarcaniota proveniva da una famiglia prestigiosa: suo padre, Niceforo Tarcaniota, era stato megas domestikos (comandante in capo dell'esercito) sotto l'imperatore niceno Giovanni III Ducas Vatatze (r. 1221-1254) e aveva sposato Maria-Marta, sorella del padre di Andronico II, Michele VIII Paleologo (r. 1259-1282), che aveva sostenuto nella sua ascesa al trono. Tarcaniota si distinse presto come soldato, combattendo sotto lo zio, il despota Giovanni Paleologo, nella campagna del 1262 contro Michele II Comneno Ducas, il sovrano dell'Epiro. Tuttavia, Tarcaniota si oppose ben presto ai Paleologi, e dal 1266 era diventato uno dei leader degli Arseniti, i sostenitori dell'ex patriarca di Costantinopoli Arsenio Autoreiano, che aveva scomunicato Michele VIII per aver usurpato i diritti e l'accecamento del suo predecessore, Giovanni IV Lascaris (r. 1258-1261). Gli Arseniti si rifiutarono di riconoscere la successiva deposizione del Patriarca da parte dell'Imperatore e furono selvaggiamente perseguitati. Si rifiutarono ipso facto di riconoscere la validità della pretesa al trono anche di Andronico, che consideravano "figlio dell'usurpatore scomunicato" (Nicol), e che era stato incoronato da un patriarca "illegittimo", l'antiarsenita Giuseppe I Galesiotes. Dopo il fallimento del tentativo di Andronico di riconciliazione con gli Arseniti nel sinodo di Adramittio del 1284, Giovanni Tarcaniota divenne il leader della fazione radicale, mentre i moderati seguirono un monaco, Hyakinthos. Di conseguenza, Tarcaniota trascorse lunghi periodi in esilio o in prigione. Nel 1289 fu esiliato a Chele e poi messo agli arresti domiciliari a Costantinopoli. Rilasciato verso il 1296, fu nuovamente arrestato nel 1297 e gettato nella prigione del palazzo. Ciononostante, nel 1298 Andronico ebbe la necessità di avvalersi del talento militare del cugino in Asia Minore, dove i Turchi del beilicato di Menteşe stavano nuovamente invadendo il territorio bizantino dopo essere stati sconfitti nel 1293-1295 da Alessio Filantropeno. Filantropeno aveva finito per sollevarsi in rivolta, sostenuto dalla popolazione locale che conservava ancora in gran parte il ricordo dei Lascaridi di Nicea e mal sopportava i Paleologi; per evitare che Tarcaniota, dichiaratamente arsenita, seguisse la stessa strada del suo predecessore, Andronico gli strappò prima un giuramento personale di fedeltà e poi lo nominò comandante del settore meridionale e più a rischio del fronte, lungo il fiume Maeandro. Lì Tarcaniota ottenne un rapido successo, non solo sul campo, ma soprattutto nel riorganizzare l'amministrazione locale e nel porre fine alla corruzione che aveva permesso l'alienazione delle proprietà delle pronoia, originariamente destinate al mantenimento dell'esercito, dai loro legittimi proprietari. Sembra che Tarcaniota si sia impegnato in una rivalutazione e ridistribuzione di queste terre, che ebbe un tale successo da portare non solo a un aumento del numero del suo esercito, ma anche all'equipaggiamento di una piccola squadriglia di navi. Nonostante il suo successo, Tarcaniota era osteggiato dai magnati locali, che avevano per lo più tratto vantaggio dalla situazione precedente e che erano i più colpiti dalle sue riforme e dalla sua buona amministrazione, nonché dalle istituzioni ecclesiastiche contrarie agli Arseniti. Alla fine, alcuni titolari di pronoia, privati delle terre grazie alle riforme di Giovanni, si rivolsero al vescovo anti-arsenita di Filadelfia, Teolepto, e accusarono Tarcaniota di tramare una rivolta. Di fronte all'ostilità dell'aristocrazia locale, Tarcaniota fu costretto a fuggire, probabilmente a metà del 1300, a Tessalonica, dove risiedeva l'imperatore. A quanto pare Tarcaniota fu imprigionato di nuovo, poiché l'ultima volta che è documentato un suo rilascio è nel 1304. In seguito alla sua partenza, la situazione in Asia Minore si deteriorò rapidamente, poiché le sue riforme furono abbandonate e annullate e la paga dell'esercito fu dirottata nelle tasche delle élite locali. Di conseguenza, in breve tempo l'esercito bizantino si disintegrò, soprattutto perché i numerosi mercenari lo abbandonarono per mancanza di paga, aprendo la strada al completo collasso dell'autorità bizantina in Asia Minore nel decennio successivo.